# 94
| [ Edytuj tabelę ] |                         |
| Cesarz Chin       | - 88 Han Hedi 106       |
| Król Daków        | - 87 Decebal 106        |
| Władca Korei      | - 53 T’aejodae 146      |
| Król Nabatei      | - 70 Rabel II Soter 106 |
| Papież            | - 91 Klemens I 101      |
| Król Partów       | - 78 Pakorus II 105     |
| Cesarz Rzymu      | - 81 Domicjan 96        |

Rok 94 / XCIV
stulecia: I wiek p.n.e. ~
I wiek ~
II wiek

lata: 84 «
89 «
90 «
91 «
92 «
93 «
94
» 95
» 96
» 97
» 98
» 99
» 104

## Urodzili się
- Liu Hu – cesarz Chin z dynastii Han między 106 a 125 rokiem.

## Zmarli
- Józef Flawiusz